# Jeanne Mance

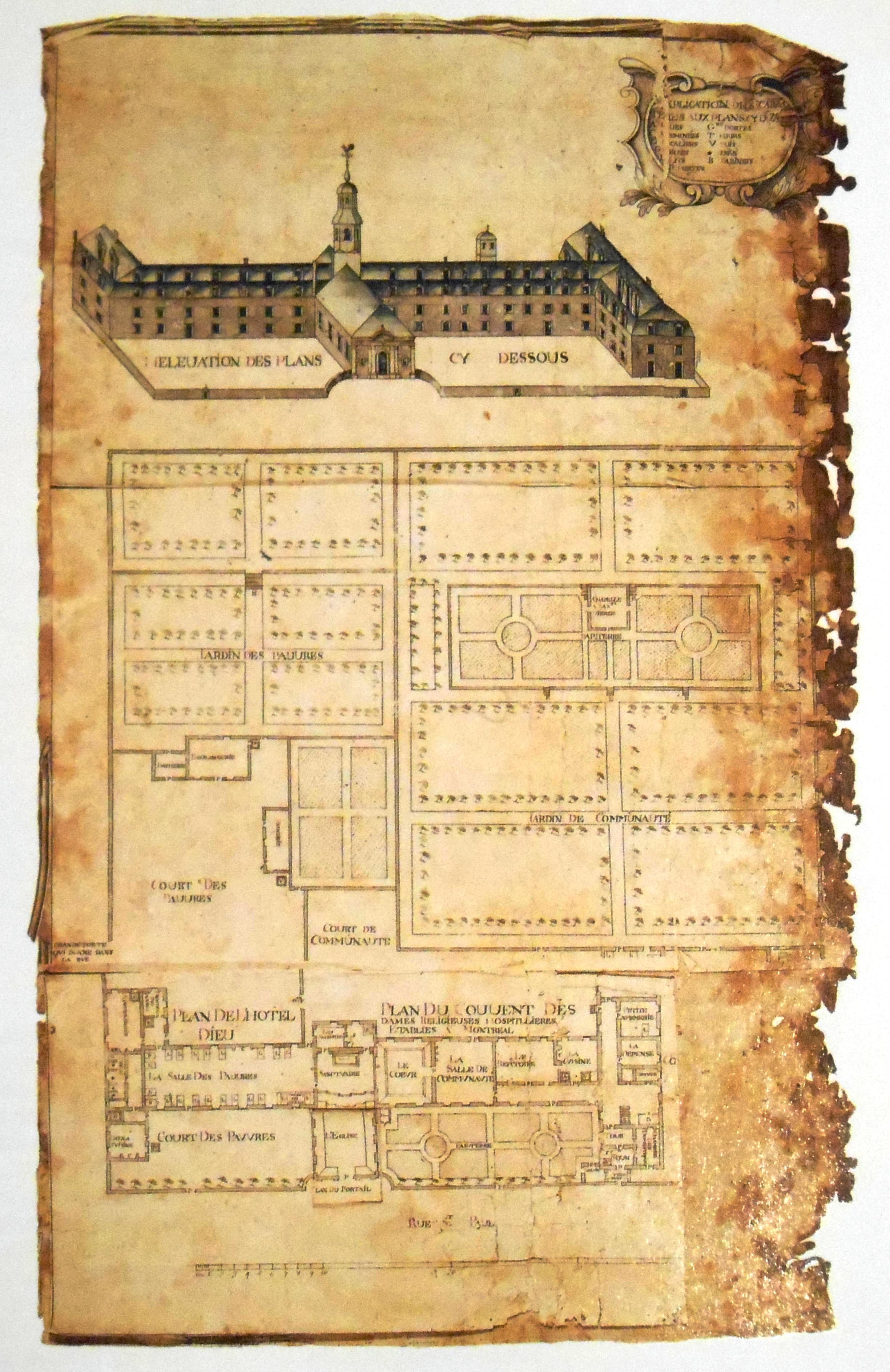
Szpital Hotel-Dieu w Montrealu w roku 1695

Jeanne Mance (ur. 12 listopada 1606 w Langres, we Francji, zm. 18 czerwca 1673 w Montrealu) – francuska pielęgniarka, osadniczka w Nowej Francji (dzisiejszej kanadyjskiej prowincji Quebec), współzałożycielka miasta Montreal, założycielka i długoletnia dyrektorka pierwszego w Montrealu szpitala Hôtel-Dieu de Montréal, Czcigodna Służebnica Boża Kościoła katolickiego.

## Życiorys

### Dzieciństwo i młodość
Jeanne Mance urodziła się w 1606 roku w zamożnej rodzinie mieszczańskiej, ojciec Charles Mance był prokuratorem królewskim w Langres. Po przedwczesnej śmierci swojej matki opiekowała się wraz ze starszą siostrą pozostałym dziesięciorgiem swojego rodzeństwa. W czasie wojny trzydziestoletniej pracowała jako pielęgniarka. 

### Pionierski okres w Montrealu
9 maja 1641 roku wyruszyła z La Rochelle statkiem w trzymiesięczną podróż do Nowej Francji. Po spędzeniu zimy w mieście Quebec przybyła wiosną 1642 roku na wyspę Montreal, gdzie razem z officerem wojsk francuskich Paulem de Chomedey de Maisonneuve brała udział w tworzeniu miasta Montreal. Tu założyła szpital Hôtel-Dieu dzięki funduszom przekazanym przez ofiarodawczynię Angelique Bullion. Umowa została podpisana 12 stycznia 1644 roku w Paryżu, a szpital zaczął funkcjonować 8 października 1645 roku.  

### Uznanie zasług
Imię Jeanne Mance nadano w Montrealu jednej szkole, jednej ulicy, jednemu parkowi i jednemu okręgowi elektoralnemu. Nadano jej imię także jednej szkole w mieście Drummondville i miejscowości Sainte-Angèle-de-Monnoir.
Zmarła w 1673 roku w obecności św. Małgorzaty Bourgeoys. Papież Franciszek 7 listopada 2014 roku ogłosił dekret o heroiczności jej cnót.